# Léo Lacroix (Skirennläufer)
Léo Lacroix (* 26. November 1937 in Bois-d’Amont) ist ein ehemaliger französischer Skirennläufer.
Den größten Erfolg seiner Karriere feierte er bei den Olympischen Winterspielen 1964 in Innsbruck, als er in der Abfahrt hinter dem Österreicher Egon Zimmermann die Silbermedaille gewann. Zwei Jahre später konnte er diese Leistung bei den Alpinen Skiweltmeisterschaften 1966 mit zwei zweiten Plätzen in der Abfahrt und in der Alpinen Kombination bestätigen. 1955, 1960 und 1963 wurde Lacroix französischer Meister im Slalom, 1963 siegte er auch in der Abfahrt. 1964 gewann er den Silver Belt in Sugar Bowl.
Lacroix beendete 1967 seine Laufbahn als Leistungssportler. Im Jahr darauf wurde er zu den Olympischen Winterspielen 1968 in Grenoble eingeladen, um den olympischen Eid zu sprechen. Nach seiner Karriere als Skirennläufer baute sich Lacroix eine ebenso erfolgreiche Laufbahn als Inhaber einer Skifabrik auf.